# 永井一郎
永井 一郎（ながい いちろう、1931年〈昭和6年〉5月10日 - 2014年〈平成26年〉1月27日）は、日本の俳優、声優、ナレーターである。大阪府池田市出身。青二プロダクション最終所属。
『サザエさん』の磯野波平役など数多くの作品に出演し、日本声優界の重鎮の1人として知られた。

## 生涯

### 生い立ち
大阪第二師範学校（男子部）附属国民学校（現在の大阪教育大学附属池田小学校）卒業。大阪府立池田高等学校卒業（入学時は学制改革前の旧制大阪府立池田中学校）。京都大学文学部仏文科卒業。
幼少時代は通信簿に「栄養に注意を要す」と書かれていたほど好き嫌いが激しく、体が小さかったという。両親はあまりガミガミ叱らず、「自由に育ててくれた」と語り、あまり動じないで、じっと見ていてくれていたという。
祖父の家は金持ちだったこともあり、永井の実家は戦前は良かった。小学校時代は勉強のことなど考えていなかった。その時の担任の女性教師が黒板にきれいな字を書いており、何事もきちんとやるということを教えてくれたもらった気がしていたという。
戦争中だったため、小学校時代の同級生は皆「将来は大臣になりたい」、「兵隊になりたい」などと言っていたが、永井は兵隊になるのは嫌だった。友人と「戦死せずにすむ職業はないか」と話をしていたところ、「技術将校というのがあるよ」ということで、「そうか、それにしよう」と思った。ただし、口ではそう言っていたが、実際に「なりたい」とは思っておらず、小学生の時は「何になりたいか」と考えたことがなかったという。終戦後、父がマレーシアペナン州から引き揚げてきてからは長い間、貧乏が続いていた。
元々映画が好きであり、中学4年生の時に受験勉強しながら1年間に432本映画を観ていた。その時のお金についてはほとんど友人が払ってもらっていた。永井自身が払ったのは一割にも満たず、1991年のインタビューでも、そのことについては「ありがたい」と振り返っていた。子供の頃は「数学か量子学をやりたい」と思い、数学者になるつもりで、旧制浪速高等学校の理科に進学して、そちらのほうを目指していた。その後、京都大学理学部の人物たちのグループと親しくなった。その時に色々話していくうちに、そういう世界で一流になるためには、16歳ぐらいの時から新しい萌芽のようなものを持っている人物ではないといけず、他の人物と全然違う発想や着眼点のようなものを持ってないと駄目だったこともあり、永井は「これはいかん」と気が付いたという。
大学も理科に進学するつもりだったが、同高等学校の図学の2題だけの試験であるxyzの方程式を三次元の図に書き表す問題が2題とも出来なかった。それがショックであり、「これは才能がない。やめたほうがいい」と思い、当初は京都大学理学部に願書を出していたが、急遽取りやめにして、京都大学文学部に出し直したという。
父もお金持ちの子供として育ち、貧乏していても、金を追いかける考えが全くなく抽象的な哲学的なことしか言わない人物だった。永井自身も、社会や経済といったものに対する目が中々育たなかった。大学進学後にそういうことに頭がいくようになった。大学進学時、それまで学んだ理系から文系に変わったところ暇を持て余すようになったといい、そんな中で同級生に誘われたことを機に演劇部へ入部。それまでは芝居に特別興味はなかったが、様々な芝居を観て「うわぁ、世の中にこんなにおもしろいものがあるんだ」、「芝居って面白い!こんな世界があるんだ」と感銘を受けて役者を志す。その後、就職活動はしたものの全て不採用となったこともあり、卒業後は役者を志して上京。
新劇俳優を目指し、当時「三大劇団」と言われた内の二つである文学座と劇団民藝を受けるも不合格となる。もう一つの俳優座を受ける気力もなくなったことで、約2年間は電通に勤務しながら俳優の養成所に通う。養成所卒業後の1955年、愛川欽也ら俳優座の3期生が集まって結成した劇団三期会に参加。

### キャリア
三期会では実年齢が25歳と最年長だったため、この舞台から中年や老人の役を始めるようになる。
1956年、ラジオドラマ『少年宮本武蔵』でデビュー。声優活動は、三期会がアメリカのテレビ映画『スーパーマン』の吹き替えにユニットで出演していたため始めるようになったという。その後、吹き替え業界で「年寄りの役ができるヤツ」として知られるようになり、特に1959年開始の海外ドラマ『ローハイド』のウィッシュボーン役が老け役専門になる決定的な出来事で出世作となる。以後、声優の仕事でスケジュールが埋まり、舞台や映画の仕事をやれなくなったことで、自然と声優に専念するようになっていった。
アニメ作品では、1962年の劇場用作品『アラビアンナイト・シンドバッドの冒険』（東映動画）でのアーマッド役が初めての出演だった。テレビアニメには『仙人部落』でデビューし『鉄腕アトム』にも出演。1964年の『ビッグX』の博士役が初のレギュラー出演となり、黎明期から活躍。1969年から長年演じた『サザエさん』の磯野波平役が代表作となった。
所属事務所は劇団三期会、東京俳優生活協同組合、同人舎プロダクション、東京アーチストプロを経て、青二プロダクションに創立メンバーとして所属していた。
2009年、第3回声優アワード功労賞を受賞。2011年の東京アニメアワードでは、功労賞を受賞。

### 死去
2014年1月27日12時半頃、宿泊していた広島県広島市中区のホテルの浴槽で倒れているところを従業員に発見され、病院へ運ばれたが、間もなく死亡が確認された。満82歳没（享年84）。所属事務所より、死因は虚血性心疾患による心不全と発表された。
永井は死去の前日から27日にかけ、中国放送製作の特番『世界が知りたいニッポンの技 ～美と食の匠たち･･･ひろしま篇～』のナレーション収録のため広島市を訪れており、これが生前最後の仕事となった。また、同番組のエンディングには追悼のテロップが流れた。磯野波平を演じていた『サザエさん』は、同年2月9日放送分（1月23日収録）が最後の出演となった。
戒名は「壽聖院勲譽一叡聲導居士」（じゅしょういんくんよいちえいせいどうこじ）で、「周りの人々をほのぼのと温かく豊かに見守り、声によって救い導く」という意味が込められている。通夜は2月2日18時から営まれた。葬儀・告別式は2月3日に営まれ、浦沢直樹、加藤みどり、冨永みーなが弔辞を担当。それまでに共演してきた多くの声優仲間や後輩など約400人が参列し、出棺の際には永井の弟の呼びかけにより、波平の口癖であった「バカもーん!」という言葉で送り出され、ホルストの組曲『惑星』の第4曲ジュピターの中間部が流れた。その後、遺体は品川区の桐ヶ谷斎場で荼毘に付された。

## 特色・人物
声種はローバリトン。方言は大阪弁。 
役柄としては壮年から老人の男性を演じることが多く「老け役声優」として知られた。重厚な声を得意とし、主役以上の存在感を持つ脇役を演じることも多かった。アニメは『サザエさん』の磯野波平をはじめ創成期より数々の作品に出演。その他にも吹き替え・特撮作品、ナレーションなど幅広い分野で活躍した。
フジテレビ『プロキング』で声優121人が選ぶNo.1声優第4位に選ばれた。おもな投票理由は「声を変えずにキャラクターを変える演技力」。
腰が低く気さくな人柄から、多くの後輩に慕われていた。松本梨香によると、現場で若手が叱られ落ち込んでいると場を和ませるなど、気遣いの名人でもあったという。また、舞台では後輩の劇団公演に参加したり舞台セットの撤収まで付き合ったりと、かなり面倒見がいいことで知られた。
熱血漢なことでも知られていた。また、仕事好きな性格だったことから、生涯現役の意向を貫いた。
政治に関しては、日本共産党支持者であった。
趣味はフラメンコギターの演奏。

### 親族
母方の祖母が明治の末期の頃の写真でバイオリンを弾いている写真が残っており、その姉妹でバイオリンとピアノとチェロを弾いていたという。宝塚歌劇団入団志望だった母、彫刻家志望でサラリーマンの父がいた。いとこにドイツでホルンを吹いている音楽家と女優の泉晶子がいる。弟と画家の妹がいる。
1960年に結婚したが、結婚するまでは東京都中野区の食事付きの下宿で暮らしており、その時の下宿料は5,000円でそれを1年分溜めていた。結婚すことになった時、のちに妻になる当時の恋人が「どう考えても月に3万円はいる」と言っていたが、その頃の永井の月収は2万円でその時の永井は「困ったな」と思っていた。偶々劇団を退団して東京俳優生活協同組合に所属することになり、5万円ぐらい貰えるようになった。
結婚後は最初に風呂なし、トイレは共同の二間のアパートに住み、次に全部で十二戸ぐらいしかない小さなマンションに住んでいた。その後、父が死去して母を世話することになったため、父が持っていた大阪府に持っていた土地を処分。その時に東京都世田谷区の3LDKのマンションを860万円で買ってそのマンションに10年ぐらい住んでいた。散歩の途中で一戸建てを見つけて、そのマンションを売り、その金で一戸建てを買った。マンションが2,500万円か2,600万円で売れて、一戸建ての方の値段は5,150万円だった。
妻との間に子供はいなかった。

### 仕事に対する姿勢
1962年、俳優の東野英治郎が、『東京新聞』に「“声”優に危険手当てを-他人の演技に合わす苦しみ」と題するコラムを発表。東野は、俳優の演技とは「動くから自然に声が出るのであり、声が出るから動くもの」なのだから、外国産テレビ映画の他人が演じた動きに声だけを当てはめるアテレコは、俳優として片輪になりかねない危険な仕事だと主張した。当初、永井は東野の演技論に反論できずにいたが、体育学者の勝部篤美による、実際に体を動かさなくてもイメージするだけで筋肉に放電が起こるという研究報告にヒントを得て。1981年、『ガンダムセンチュリー』に寄稿した「細胞でとらえた演技」の中で反論を行い、舞台俳優の演技も声優の演技も本質的に違いはないと結論した（詳細はアテレコ論争を参照）。
役作りでは、「どんな人間も幸せを追求している」との持論から、演じる役が何を自分の幸せとしているかを探すことが大切なコツとしている。
すべての仕事に全力で取り組み、等価値の思い入れを持つようにしていたことから、特別思い入れのある役は無く、どの役も気に入っていたという。
アニメの仕事に関して、始めた当初は「ちっともアニメが好きではなかった」とのことだが、「でも今は好きですね」と語っている。
本人曰く、「活舌をよくするために飲酒をしていた」という。

### 待遇改善運動
声優の待遇・地位向上にも尽力したことでも知られている。永井本人は「声優は子供たちに夢を与える素晴らしい仕事なのですから、声優に憧れる子供たちが迷わず入ってこられるような、素晴らしい業界にしなければなりません」と語っていた。
永井がデビューした頃、草創期である声優（吹き替え）業界の出演料は、生放送が基本だったことから「放送1回分の対価」であったため非常に安かった。その後、録音収録が始まり出演作の再放送がされるようになったことで様々な交渉や契約がなされたが、永井ら声優側が知らない間に出演作が再放送されるなど「再放送に対する対価」が支払われず、状況は生放送時代から一向に改善されなかった。干される怖さから多くの声優が意見を言えない中、日本俳優連合の発足で1973年には製作側と俳優側で交渉などが行われるも製作側の態度に改善の余地がなく、これを大きな問題と考えた永井ら8名によって、200人以上の声優が参加するデモ活動やストライキなど闘争を行った。その結果、製作側のトップである植村伴次郎と永井の間で話し合いの場が設けられ、出演料をはじめ多くの契約がそれ以前に比べ大幅に改善されることとなった。
その後も、1980年代には日本俳優連合の委員長に就任。諸外国の声優は一つの役だけで生活できる職業であることを踏まえてさらなる改善を目指し、1986年に決まった声優出演時の時間割増料金や作品の利用目的別料金などのルールの基本的な草稿を作成。1988年には『オール讀物』で「磯野波平ただいま年収164万円」と題した記事でアニメ出演料の安さを訴えている。また、晩年は声優をはじめとした役者の仕事に著作権を獲得する運動も積極的に行っていた。
2004年には野沢雅子、内海賢二らと共に声優360人を代表して、アニメがビデオ・DVD化された際に音声制作会社に声の使用料の支払いを求める訴訟を起こし勝訴している。
2009年のインタビューでは若手に対して「今は声優や業界にとって端境期にあると思う。地上波、CS、ひいては小さな携帯端末で何でも楽しめてしまうし、何が主流になってくるかわからない。形が随分と変わってくると思う。でも媒体がどんなに変わっても、外しちゃいけない事がある。（中略）人間がキチっと表現できれば、どんな形の業界になろうが、業界全体が食える状態になれるんだという事に、自信を持ってもらいたいな。『仕事があって、金になってればいいや』って考え方だけは、やめてもらいたいね。問題が生じたら、しっかりと向き合ってきちんと話し合う覚悟は持っていてもらいたいと思っています。」と語っている。

## エピソード

### サザエさん
『サザエさん』では、磯野波平役を1969年の放送開始から死去する2014年まで約45年にわたり担当した。当初は「半年の放送」だと聞いて現場に入ったため、2009年には「まさか40年も続くとは思ってもいなかったです」と回想している。
作品の舞台は現代となっているが、世界観などを考えた永井は波平を「明治生まれ、終戦の時点で53歳ぐらい（である人物）」と自身の中で設定し、「明治の美しい日本をきちっと保っているところ」を大事にし演じていたという。なお、公式設定では54歳の波平を53歳としているのは「あの頃（終戦時代）は55歳が定年であり、子供がいるのに定年間近では可哀想だ」との思いからである。
永井は波平について、時代の変化から父親不在が社会問題になるにつれて、開始当初のイメージと異なり「ああ、波平ってちゃんとした男だったんだ」と感じるようになったという。また、「バカモーン」とよくカツオを怒鳴る姿に最初は違和感を持ったが、「カツオが常識的でないことをやると怒る。社会人として育てばいいと思っているんだよね。そうだと思ってから、波平がいい親父に思えてきた」とも語っている。
『サザエさん』については「現在の社会でも過去でもないあの世界で、彼（波平）は理想の父親像なんですよ。磯野家は普遍的な理想の家族の姿なんだと思います」と述べている。「理想の家族」に関しては、2000年代に「昔はそうも思わなかったのですが、こんなひどい世の中になりますと、なるほどと思うようになりました。ワカメは電車の中で化粧をする女にはならないでしょう。カツオも母校に火をつけたりしないと思います。タラちゃんも登校拒否にはならないと思います」と述べており、最晩年の2013年には「私たちは声優の仕事をきちっとやるのみ。それをどう視聴者の皆さんが受け止めてくださっているのかは分かりませんが、このアニメが続いている限り、日本もまだ大丈夫だな、というふうに思います！」とコメントしていた。
初期の台本では、波平の台詞の語尾に「～じゃ」があることが多かったが「50代で“じゃ”なんて言う人はいない」と、現場で永井はすべて「～だ」などに修正。すると、台本でも「～じゃ」と書かれることは無くなったという。また、次回予告で「波平です」と名乗る際は、話し始めにアドリブで「え～」「あ～」といったフィラーを足すことが多かった。
収録では、「波平と同じ生活をする」という理由から常に背広にネクタイという服装で現場入りし、現場までは電車で移動していた。
1999年、2代目磯野カツオ役の高橋和枝の葬儀の席では、弔辞を朗読。実際は高橋の方が永井より2歳年上であるが、弔辞の中では波平がカツオに話すような口調で「カツオ。親より先に逝く奴があるか」「カツオ、桜が咲いたよ。散歩に行かんか」と呼びかけた。永井は弔辞を冷静に語ろうとしたが、感極まってか涙声になった。
2009年11月15日に放送された『実写版 サザエさん』では、自動車教習所の老紳士役として顔出しで特別出演した。
晩年には「頭髪以外波平と似ている」と言われることがあり、本人はこのことを否定しつつも、「長年演じる中で似てきたのでは」と聞かれた際は「かもしれません」と答えている。

### 機動戦士ガンダム
『機動戦士ガンダム』においては、ナレーターやデギン、ドレンといった名有りのキャラクターの他、ホワイトベースに乗り込んだ避難民など、数十人に及ぶ端役の声（主に老人役）を担当しており、第13話では「難民キャンプの老婆」役まで担当した。後に富野由悠季監督は永井に対し「便利屋として使ってしまって申し訳ないことをしたと思っている」と告白している。また、ガンダムブームのさなか、ラジオ番組『アニメNOW!』内でガンプラのCMのナレーションと歌を担当した。歌詞は「ガンダムは走る、ガンダムは戦う、ガンダムは耐える」という内容であった。
2009年4月26日アニマックスで放送された『機動戦士ガンダム30周年記念 みんなのガンダム 完全版』において、永井自身のナレーションで「演じたキャラクターが最多」ということを語っていた。
最終回の最後のナレーションに関しては、意図的に冷ややかにしめくくったという。この理由については「あの第2次世界大戦の敗戦直後、ミズーリ号の甲板で調印がなされたとき、ひどく明るい未来を思い描いたにもかかわらず、またもや、こんな世の中を作ってしまったオロカな人間どもよ…こんなんじゃ、たとえニュータイプが出てきてもニュータイプが苦しむだけなんだよ、君たち、しっかりしなくちゃ困るよ！みたいな気持ちがあった」と述べ、監督の富野からは正しいとらえ方だと肯定されている。

### その他出演作品
キャリア初期に、海外ドラマ『ローハイド』に老料理人のウィッシュボーンとして出演。第1回放送では端役で役名も「御者1」であったが、その「御者1」が次回、次々回にも登場し、次第に準主役のキャラクターとなったこと合わせ永井も大きく活躍。作品も最高視聴率43.4%を記録する人気番組となったことで出世作となり、ウィッシュボーンを演じたポール・ブラインガーとも1962年の来日時に対面した。この出演を機に声優として生きていくことを決めたという。永井は後年「もしこれがなければ波平も、佐渡酒造も私ではなかった、運が良かった」と回想している。
高橋留美子原作の作品には多く出演。『うる星やつら』、『らんま1/2』、『犬夜叉』、『高橋留美子劇場』、『1ポンドの福音』など、常連声優の一人であった。
天空の城ラピュタでモウロ将軍を演じた際に、永井は「欲ボケの頭の悪い将軍です（笑）。軍人はすこし頭の悪い方が出世するんですよ」とコメントしている。また、志願して居残り、収録時にどうしても気に入らなかったセリフ、「な、なんだここは!!ムスカ、出てこい!!」に再トライしたという。
映画監督の大島渚は大学時代の友人で、彼の初期映画作品に俳優として出演している。
映画『スター・ウォーズ』日本語版制作時には、ヨーダの声役の候補に挙がった当時、ジョージ・ルーカス監督から「ナガイは英語は話せるのか？」と、出演を打診されたことがある。

### 持病と「酒」
35歳でバセドウ病に罹り、その後50代で糖尿病を患うなど、終生「病との共存」を強いられた。
1994年には食道癌が見つかり内視鏡手術を受けた後、声が出なくなり原因がわからないままのことがあった。それから2週間ほど経過した頃、後輩に誘われ酒を酌み交わしていたところ、自然と声が出ていたという。再び出にくくなって飲んでみたところ、また声が出た。医者に説明しても首をかしげられたが、以来、「声を出すために」敢えて酒を飲むようになったという。なお、45歳頃までは全く酒を嗜まず下戸だった。
2000年には直腸癌で入院、手術した際に医者から酒を止めるよう言われるも、声のためにも飲むことを決め、血糖値に影響が出にくく自分に合う酒を試しながら行きついたのは「芋焼酎」だった。その後は高かった血糖値も2、3年で安定するようになり（あくまで永井の場合）、体調も順調になったことから、芋焼酎をこよなく愛しファンを貫いた。

### 没後
東京都世田谷区桜新町の商店街に存在する波平の銅像には、ファンからの献花が相次いだ。また、大阪市中央区の大丸心斎橋店ではアニメ放送45周年記念イベント「みんなのサザエさん展」が図らずも追悼の場となった。
2014年1月30日には『サザエさん』の同年2月16日放送分の収録が行われたが、永井の後任については調整中だったため、波平の分は仮の人の声が当てられた。その際、カツオ役の冨永みーなが泣きっぱなしだったため、サザエ役の加藤みどりが「泣くな! 釣られるじゃないか!!」と叱咤激励した。また、同年2月2日に青山葬儀所で営まれた通夜の際、フネ役の麻生美代子は悲しみのあまり10分弱で弔問を済ませ、立ち去った。
鈴木次郎吉役を担当していた『名探偵コナン』では、1月17日に松本清長役の加藤精三も死去しており、729話「ダイヤと絵画と大女優」（2014年2月8日放送）の最後に「名探偵コナンで警視庁・松本管理官役の加藤精三さん、園子の叔父・鈴木次郎吉役の永井一郎さんが1月にお亡くなりになりました。心からご冥福をお祈り申し上げます。」と追悼テロップが流れ、その後に同番組のホームページにも期間限定で掲載された。
毎週の生ナレーションを担当していた『情報7days ニュースキャスター』では、2月1日に追悼特集が放送され、司会の安住紳一郎も涙で故人を偲んだ。同番組では、2014年3月15日まで生前のアーカイブを使用したコーナータイトルコールが継続して使用された。
また、没後に発表された『ドラゴンボール改』（魔人ブウ編）のカリン、『ドラゴンボールヒーローズ』（邪悪龍ミッション 4弾）の鶴仙人、『機動戦士ガンダムUC』（episode 7 虹の彼方に）のサイアム・ビストの他、ユニバーサル・スタジオ・ジャパンにオープンした「ウィザーディング・ワールド・オブ・ハリー・ポッター」内のアトラクション『ハリー・ポッター・アンド・ザ・フォービドゥン・ジャーニー』におけるアルバス・ダンブルドアの声は、永井が生前に収録した音声が使用されている。『クレヨンしんちゃん』で永井が演じたマスターヨダは、永井の没後一度も登場していない。

## 出演
太字はメインキャラクター。

### テレビアニメ
1963年
- 仙人部落

1964年
- 狼少年ケン（1964年 - 1965年）
- ビッグX（花丸博士）

1965年
- スーパージェッター（ブロイラー博士）

1966年
- 海賊王子（虎フグ）
- 鉄腕アトム（第1作）（ロッス博士）

1967年
- 悟空の大冒険（竜海仙人）
- ピュンピュン丸（1967年 - 1970年、何田勘太夫、オンザロックホームズ、屁保井顔作、青息吐息、アリャリャン、鍋底藩家老、七色頭巾、金持、首領、家老、茂作、代官、三太夫 他）
- リボンの騎士

1968年
- あかねちゃん（津田先生）
- 怪物くん（ドクター・ノオ、小池探偵）
- 巨人の星（1968年 - 1969年）
- ゲゲゲの鬼太郎（第1作）（1968年 - 1969年、子泣きじじい）
- サイボーグ009（006 他）
- 佐武と市捕物控（源助）
- 魔法使いサリー（老人）

1969年
- アタックNo.1（山荘の老人）
- ウメ星デンカ
- 海底少年マリン（悪い博士、ドンガ老人、スモー博士）
- 怪物くん (モノクロアニメ)（ドクター・ノオ、半漁人、ベム）
- サザエさん（1969年 - 2014年、磯野波平〈初代〉、磯野藻屑源素太皆〈初代〉、磯野海平〈初代〉）
- タイガーマスク（1969年 - 1971年、ジャック・ブリスコ、渋沢実、めりけんジョー）
- ハクション大魔王（大大魔王、くずや、ススムの父、虎の子小学校校長、馬場先生、橘団長、ペットの猫、ケチベエ座長、金田の執事）
- ムーミン（1969年 - 1972年、ひこう鬼） - 2シリーズ
- もーれつア太郎（1969年 - 1970年、×五郎）

1970年
- 赤き血のイレブン（永田真）

1971年
- アパッチ野球軍（村長）
- ゲゲゲの鬼太郎（第2作）（1971年 - 1972年、子泣きじじい〈代役〉 他）
- さるとびエッちゃん（1971年 - 1972年、プク）
- 新オバケのQ太郎（パパ）
- 珍豪ムチャ兵衛
- 天才バカボン
- ルパン三世（第1作）（1971年 - 1972年）

1972年
- 赤胴鈴之助（波野十蔵、骸骨鬼）
- 海のトリトン（老人）
- おんぶおばけ（おじい）
- 樫の木モック（犬、医者）
- 正義を愛する者 月光仮面（チャチャイ博士）
- デビルマン（1972年 - 1973年、アルフォンヌ、フェイラス、ズール）
- ど根性ガエル（1972年 - 1974年、町田先生）
- マジンガーZ

1973年
- 荒野の少年イサム
- ジャングル黒べえ
- ドラえもん（日本テレビ版）
- ドロロンえん魔くん（1973年 - 1974年）
- バビル2世
- ミクロイドS
- 山ねずみロッキーチャック（うさぎのピーター）
- ワンサくん（メガネ）

1974年
- 宇宙戦艦ヤマト（1974年 - 1975年、佐渡酒造、徳川彦左衛門）
- 空手バカ一代
- グレートマジンガー（悪霊将軍ハーディアス）
- 新造人間キャシャーン（市長）
- 星の子チョビン（アカベエ）

1975年
- アラビアンナイト シンドバットの冒険（ナレーション）
- 元祖天才バカボン
- はじめ人間ギャートルズ
- フランダースの犬（ノエルじいさん）
- みつばちマーヤの冒険（フィリップ）

1976年
- キャンディ・キャンディ（ウェルズ船長）
- マシンハヤブサ（西音寺博士）
- 母をたずねて三千里（ペッピーノ）
- ピコリーノの冒険（どら猫）
- ろぼっ子ビートン（ガキオヤジ）

1977年
- あらいぐまラスカル（ガブリエル・サーマン）
- 一発貫太くん（八百松、彦十）
- シートン動物記 くまの子ジャッキー（ロッキー爺さん）
- ジェッターマルス（フランケン）
- 女王陛下のプティアンジェ（ジャクソン）
- 超人戦隊バラタック（加藤博士）
- ブロッカー軍団IVマシーンブラスター（老人）
- ポールのミラクル大作戦（カボチャじいさん）
- 無敵超人ザンボット3（1977年 - 1978年、神北兵左衛門、ナレーター）
- ルパン三世（第2作）（1977年 - 1978年）
- 若草のシャルロット（メルビル）

1978年
- 一球さん（住吉理事長）
- 宇宙戦艦ヤマト2（1978年 - 1979年、佐渡酒造、徳川彦左衛門）
- はいからさんが通る（ナレーター、花村少佐、江戸川端散歩）
- 100万年地球の旅 バンダーブック
- ピンク・レディー物語 栄光の天使たち
- ペリーヌ物語（シモンじいさん）
- 星の王子さま プチ・プランス（1978年 - 1979年、ゼンベ、サム）
- 魔女っ子チックル（五味老人）
- 未来少年コナン（ダイス）
- 無敵鋼人ダイターン3（1978年 - 1979年、ミナモト、ドクターガル、ジライヤ）

1979年
- アニメーション紀行 マルコ・ポーロの冒険（ミリアムの養父）
- 宇宙戦艦ヤマト 新たなる旅立ち（佐渡酒造）
- 円卓の騎士物語 燃えろアーサー（1979年 - 1980年、エクター、ロンジノース）
- 機動戦士ガンダム（1979年 - 1980年、ナレーター）
- 銀河鉄道999（1979年 - 1980年、鉄五郎、知事、ツール）
- くじらのホセフィーナ（捕鯨船）
- サイボーグ009（オーディン〈初代〉、ロス博士）
- ザ☆ウルトラマン（ロボット101号）
- シートン動物記 りすのバナー（ミミズク爺さん）
- ジャン・バルジャン物語（ジルノルマン）
- 大恐竜時代（呪術師）
- トンデモネズミ大活躍（ドロロン）
- 日本名作童話シリーズ 赤い鳥のこころ（ご隠居）
- 花の子ルンルン
- 野球狂の詩（新助）

1980年
- 宇宙戦艦ヤマトIII（1980年 - 1981年、佐渡酒造）
- がんばれ元気（田沼樹三郎）
- ずっこけナイトドンデラマンチャ（ナレーター）
- 鉄腕アトム（第2作）（ハムエッグ、田鷲警部）
- トム・ソーヤーの冒険（ドビンズ先生）
- とんでも戦士ムテキング（クロダコブラザーズの父）
- ニルスのふしぎな旅（フクロウ）
- フウムーン（ノタアリン）
- 坊っちゃん（たぬき）
- マリンスノーの伝説（沖博士）
- 無敵ロボ トライダーG7（1980年 - 1981年、柿小路梅麻呂）
- メーテルリンクの青い鳥 チルチルミチルの冒険旅行（チロ）
- 若草物語（ローレンス）

1981年
- うる星やつら（1981年 - 1986年、錯乱坊、ナレーション 他）
- 怪物くん (カラーアニメ)（ミラー 他）
- 家族ロビンソン漂流記 ふしぎな島のフローネ（ウィリアム・モートン）
- カバ園長の動物園日記（上野動物園園長）
- 恐怖伝説 怪奇!フランケンシュタイン（老人）
- 最強ロボ ダイオージャ（ナレーター、バルジャン）
- じゃりン子チエ（小鉄）
- 新竹取物語 1000年女王（雨森教授）
- 新・ど根性ガエル（1981年 - 1982年、町田先生）
- ぼくらマンガ家 トキワ荘物語（大家）
- 名犬ジョリィ（セザル）
- ヤットデタマン（カッポリ、ダーラ）

1982年
- ゲームセンターあらし（ナンドー会長）
- ダッシュ勝平（ベンジー）
- Dr.スランプ アラレちゃん（じいちゃん）
- パタリロ!（長官）
- 魔境伝説アクロバンチ（エコマ）

1983年
- イタダキマン（妖怪ネズミ）
- どくとるマンボウ&怪盗ジバコ 宇宙より愛をこめて（バリモア）
- まんが日本史（母礼、大江匡房、藤原頼長、後白河上皇、毛利元就、フランシスコ・ザビエル、井伊直弼、岩倉具視）
- 吾輩は犬である ドン松五郎の生活（松沢）

1984年
- キン肉マン 決戦!7人の正義超人vs宇宙野武士（ブラックキング）
- The・かぼちゃワイン（治五郎）
- 宗谷物語（宮本、西堀越冬隊長）
- とんがり帽子のメモル（フォルテン、ピアノ泥棒）
- GALACTIC PATROL レンズマン（メンター）

1985年
- ゲゲゲの鬼太郎（第3作）（1985年 - 1988年、子泣きじじい、 ナレーション）
- ダーティペア（ジョーじいさん）
- プロゴルファー猿（オイルダラー）
- 北斗の拳（ハブ）
- 名探偵ホームズ（ライサンダー司令官、ライサンダー大佐）
- ルパン三世 PARTIII

1986年
- オズの魔法使い（ライオン）
- 機動戦士ガンダムΖΖ（ナレーション）
- 三国志II 天翔ける英雄たち（劉璋）
- ドテラマン（鈴木繁左ヱ門、強鬼）
- Bugってハニー（1986年 - 1987年、ダイキュラー 他）
- メイプルタウン物語（ドレイク）
- ワンダービートS（ドクター・ミヤ）

1987年
- アニメ80日間世界一周（ディスク刑事）
- グリム名作劇場（1987年 - 1988年、長靴をはいた猫、ひげのじいさん、親方、森の老人、おおかみ、王様）
- げらげらブース物語（ニック）
- ドラゴンボール（1987年 - 1988年、猫仙人 / カリン、鶴仙人）

1988年
- 新グリム名作劇場（1988年 - 1989年、狼、父親、妖精）
- 小公子セディ（ハリー）
- 闘将!!拉麵男（陳老師、ナレーター）
- ドラゴンクエスト（ハーゴン）
- ビックリマン（1988年 - 1989年、シャーマンカーン）

1989年
- 悪魔くん（1989年 - 1990年、ファウスト博士、ナレーター）
- 手塚治虫物語 ぼくは孫悟空
- ドラゴンボールZ（1989年 - 1992年、カリン〈初代〉）
- YAWARA!（1989年 - 1992年、猪熊滋悟郎）

1990年
- キテレツ大百科（教授、泥棒、ラジオニュースの声）
- 機動警察パトレイバー（花藤組組長）
- 新ビックリマン（シャーマンカーン）
- らんま1/2 熱闘編（1990年 - 1992年、八宝斎、祈祷師）
- 笑ゥせぇるすまん（老人）

1991年
- おれは直角（北条照盛）
- ゲッターロボ號（橘博士、ラセツ伯爵〈男〉）
- 太陽の勇者ファイバード（1991年 - 1992年、天野博士）
- チエちゃん奮戦記 じゃりン子チエ（小鉄）
- チンプイ（ご老公）
- 満ちてくる時のむこうに（長老）

1992年
- ママは小学4年生（江地さん）

1993年
- GS美神（長嶋）

1994年
- ツヨシしっかりしなさい（山口虎五郎）
- 覇王大系リューナイト（1994年 - 1995年、ナジー）

1995年
- 黄金勇者ゴルドラン（サイゾウ、ジャッジ）
- 空想科学世界ガリバーボーイ（ゴドー）
- 爆れつハンター（長老）

1996年
- YAWARA! Special ずっと君のことが…。（滋悟郎）

1997年
- ドラえもん（テレビ朝日版第1期）（1997年 - 2002年、寺尾台校長）
- 名探偵コナン（1997年 - 2014年、津川秀治、燕健三、鈴木次郎吉〈初代〉）

1998年
- EAT-MAN '98（テット、町長）
- 快傑蒸気探偵団 TV ANIMATION SERIES（グラミー）
- MASTERキートン（平賀太平）

1999年
- 週刊ストーリーランド（側近のじい、村おさ）

2000年
- それいけ!アンパンマン（ふるどけいさん〈初代〉）
- 陽だまりの樹（手塚良仙）

2001年
- はじめの一歩 シリーズ（2001年 - 2014年、猫田銀八） - 4シリーズ　
- ポケットモンスター（ナンバ博士）

2002年
- 花田少年史（柳原歳三 / ちんちんじじい）
- ルパン三世 EPISODE:0 ファーストコンタクト（ジョージ刑事）

2003年
- アストロボーイ・鉄腕アトム（ポッポトーレ教授）
- スパイラル -推理の絆-（白長谷雷造）
- 高橋留美子劇場（ナレーション）
- TEXHNOLYZE（職員、磯貝）
- ポケットモンスター サイドストーリー（2003年 - 2004年、ナンバ博士）

2004年
- かいけつゾロリ（イヌタク父）
- サムライチャンプルー（老山鼠）
- MONSTER（2004年 - 2005年、Dr.ライヒワイン）

2005年
- AIR（知徳法師）
- ルパン三世 天使の策略 〜夢のカケラは殺しの香り〜（東甚五郎）

2006年
- ポケットモンスター アドバンスジェネレーション（ナンバ博士）

2007年
- 祝!(ハピ☆ラキ)ビックリマン（シャーマンカーン）

2008年
- クレヨンしんちゃん（2008年 - 2013年、マスターヨダ）
- ポケットモンスター ダイヤモンド&パール（ナンバ博士）
- xxxHOLiC◆継（雷獣）

2009年
- 犬夜叉 完結編（妖霊大聖）
- 銀魂（老人〈永井〉）
- 獣の奏者 エリン（ハッソン）
- ゴルゴ13（依頼人〈老人〉）
- ドラゴンボール改（2009年 - 2014年、カリン） - 2シリーズ

2011年
- 日常（ナレーション）
- HUNTER×HUNTER（第2作）（2011年 - 2014年、アイザック＝ネテロ〈初代〉）

2012年
- 氷菓（吉田竹蔵）
- ルパン三世 東方見聞録 〜アナザーページ〜（住職〈第22代武蔵坊弁慶〉）

2013年
- イクシオン サーガ DT（セントピリア皇帝、ナレーション）
- まおゆう魔王勇者（語り部）

2014年
- スペース☆ダンディ（幻のラーメン屋のオヤジ）

### 劇場アニメ
1962年
- アラビアンナイト・シンドバッドの冒険（アーマッド王）

1968年
- アンデルセン物語（ハインリッヒ）

1969年
- 巨人の星
- 巨人の星 行け行け飛雄馬
- 空飛ぶゆうれい船（ゆうれい船乗組員）
- ひとりぼっち（先生）

1971年
- アリババと40匹の盗賊

1973年
- マジンガーZ対デビルマン（アルフォンヌ）

1975年
- アンデルセン童話 にんぎょ姫（笛奴）

1977年
- 宇宙戦艦ヤマト（徳川彦左衛門、佐渡酒造）

1978年
- キャンディ・キャンディ キャンディ・キャンディの夏休み（山の老人）
- さらば宇宙戦艦ヤマト 愛の戦士たち（徳川彦左衛門、佐渡酒造）
- 世界名作童話 おやゆび姫（ギヤ郎）

1979年
- 未来少年コナン（ダイス）
- ルパン三世 カリオストロの城（ジョドー）

1980年
- がんばれ!! タブチくん!! 初笑い第3弾 あゝツッパリ人生!!
- 劇場版サイボーグ009 超銀河伝説（コズモ博士）
- 世界名作童話 森は生きている（博士）
- ヤマトよ永遠に（佐渡酒造）

1981年
- 機動戦士ガンダム（ナレーター）
- 機動戦士ガンダムII 哀・戦士編（ナレーター）
- じゃりン子チエ（社長の部下、署長）
- ゆき（爺様）
- ユニコ（神様たち）

1982年
- 機動戦士ガンダムIII めぐりあい宇宙編（ナレーター）
- 新・ど根性ガエル ど根性・夢枕（町田先生）
- ドラえもん のび太の大魔境（コス）

1983年
- 宇宙戦艦ヤマト 完結編（佐渡酒造）
- うる星やつら オンリー・ユー（錯乱坊）
- 幻魔大戦（ザンビ）
- パタリロ! スターダスト計画（警察長官）
- プロ野球を10倍楽しく見る方法（アオタ、アンドウ）
- まんがイソップ物語（キリギリス）
- ユニコ 魔法の島へ（山猫）

1984年
- うる星やつら2 ビューティフル・ドリーマー（錯乱坊）
- 風の谷のナウシカ（ミト）
- 劇場版 名探偵ホームズ（ライサンダー司令官、ライサンダー大佐）
- 少年ケニヤ（フォン・ゲルヒン）
- プロ野球を10倍楽しく見る方法 PART2（アオタ、アンドウ）
- 未来少年コナン 巨大機ギガントの復活（ダイス）
- 綿の国星（月の声）

1985年
- うる星やつら3 リメンバー・マイ・ラブ（錯乱坊）
- カムイの剣（安藤昌山）
- キン肉マン 正義超人vs古代超人（サタンキング）
- ゲゲゲの鬼太郎（子なきじじい）

1986年
- アリオン（リュカオーン）
- ウインダリア（ピラール）
- うる星やつら4 ラム・ザ・フォーエバー（錯乱坊）
- ゲゲゲの鬼太郎 妖怪大戦争（子なきじじい）
- ゲゲゲの鬼太郎 最強妖怪軍団!日本上陸!!（子泣きじじい）
- ゲゲゲの鬼太郎 激突!!異次元妖怪の大反乱（子泣きじじい）
- 天空の城ラピュタ（モウロ将軍）

1987年
- Bugってハニー メガロム少女舞4622（ダイキュラー）
- 妖獣都市（ジュゼッペ・マイヤート）

1988年
- うる星やつら 完結篇（錯乱坊）
- 機動戦士SDガンダムの逆襲 嵐を呼ぶ学園祭（デギン・ザビ）
- 闘将!!拉麵男（陳老師）
- ドラゴンボール 摩訶不思議大冒険（鶴仙人、カリン）
- ビックリマン 第一次聖魔大戦（シャーマンカーン）
- ビックリマン 無縁ゾーンの秘宝（シャーマンカーン）

1989年
- 悪魔くん（ファウスト博士）
- 機動戦士SDガンダムの逆襲 SD戦国伝 暴終空城の章（将頑駄無）
- ギャラガ HYPER PSYCHIC GEO GARAGA（ボージィ）
- シティーハンター 愛と宿命のマグナム（クラウス・シュテンベルグ）
- ドラえもん のび太の日本誕生（ギガゾンビ）
- ファイブスター物語（ユーバー大公）

1990年
- 悪魔くん ようこそ悪魔ランドへ!!（ファウスト博士）

1991年
- うる星やつら いつだってマイ・ダーリン（錯乱坊）
- おもひでぽろぽろ（トラヒゲ）
- ドラゴンボールZ とびっきりの最強対最強（カリン）
- らんま1/2 中国寝崑崙大決戦! 掟やぶりの激闘篇!!（八宝斎）

1992年
- 三国志 第一部・英雄たちの夜明け（督郵）
- YAWARA! それゆけ腰ぬけキッズ!!（猪熊滋悟郎）
- らんま1/2 決戦桃幻郷! 花嫁を奪りもどせ!!（八宝斎）

1993年
- 獣兵衛忍風帖（道陣）

1995年
- 2112年 ドラえもん誕生（寺尾台校長）

1996年
- ドラミ&ドラえもんズ ロボット学校七不思議!?（校長先生）
- はむこ参る!（腹黒悪三）

1997年
- ザ☆ドラえもんズ 怪盗ドラパン謎の挑戦状!（寺尾台校長）

1998年
- 機動戦士ガンダム第08MS小隊 ミラーズ・リポート（ジダン・ニッカード）
- クジラの跳躍 Glassy Ocean（老人）
- ザ☆ドラえもんズ ムシムシぴょんぴょん大作戦!（校長先生）
- とつぜん!ネコの国 バニパルウィット（ヘノジィ）

2000年
- 機動戦士ガンダム 特別版（ナレーション）
- 機動戦士ガンダムII 哀・戦士編 特別版（ナレーション）
- 機動戦士ガンダムIII めぐりあい宇宙編 特別版（ナレーション）
- ザ☆ドラえもんズ ドキドキ機関車大爆走!（校長）
- 太陽の法 エル・カンターレへの道（シュッドーダナ王）

2001年
- ドラえもん のび太と翼の勇者たち（ホウ博士）
- 名探偵コナン 天国へのカウントダウン（如月峰水）

2002年
- パルムの樹（シャモジ）

2003年
- ONE PIECE THE MOVIE デッドエンドの冒険（ビエラ）

2009年
- 宇宙戦艦ヤマト 復活篇（佐渡酒造）
- サマーウォーズ（陣内万助）
- よなよなペンギン（長老）

2010年
- 名探偵コナン 天空の難破船（鈴木次郎吉）

2011年
- 手塚治虫のブッダ -赤い砂漠よ!美しく-（アシタ）

2012年
- ハプニングスター☆ 〜地球人の知らない冒険〜（ピット）

2013年
- 劇場版 HUNTER×HUNTER -The LAST MISSION-（アイザック＝ネテロ）※劇場アニメ遺作

### OVA
1984年
- BIRTH（バオ・ルザン）

1985年
- 吸血鬼ハンターD（Dの左手、ナレーション）
- NORA（ドハティ）
- トゥインクル NORA ロック・ミー!（フーチェロ）

1986年
- アイ・シティ（ライ・ロー・チン）
- 那由他（セナルザイラー）

1987年
- うる星やつら 夢の仕掛人 因幡くん登場! ラムの未来はどうなるっちゃ!?（錯乱坊）
- 禁断の黙示録 クリスタル・トライアングル（空海）
- サーキットエンジェルス〜決意のスターティング・グリッド〜（貢）
- TWD EXPRESS ROLLING TAKEOFF（ゴーダム）
- ブラックマジック M-66（Dr.マシュー）
- 夢幻紳士 冒険活劇編（富野博士）
- レリックアーマーLEGACIAM（エルゼフ・グレイス）

1988年
- 1ポンドの福音（向田）
- 機甲猟兵メロウリンク（ドックマン大尉）
- 機動戦士SDガンダム（ナレーター）
- 恐怖のバイオ人間 最終教師（鈴木校長）
- 銀河英雄伝説（トーマ・フォン・シュトックハウゼン）
- Crying フリーマン（熊我内耐）
- 遠山桜宇宙帖 奴の名はゴールド（執政官B）
- ドミニオン（署長）
- 魔界都市〈新宿〉（ラマ老師）

1989年
- 紅い牙 ブルー・ソネット（ドクター・メレケス）
- アッセンブル・インサート（下河辺良平）
- 雨降り小僧（あずき洗い）
- うる星やつら 電気仕掛けの御庭番（ナレーション）
- うる星やつら 月に吠える（錯乱坊）
- うる星やつら ヤギさんとチーズ（錯乱坊）
- うる星やつら ハートをつかめ（錯乱坊）
- レア・ガルフォース（トミノフ）
- ガルフォース地球章（トミノフ）
- 機動戦士SDガンダムMk-II（ゼータ王）
- 機動戦士SDガンダム外伝（レビル王、キャトルウッド）
- 御先祖様万々歳!（ナレーション）
- それいけ! アンパンマン からだのなかの大冒険!（いぶくろ大王）
- Hi-SPEED JECY（ルー・ビスマーク）
- バオー来訪者（霞の目博士）
- MIDNIGHT EYE ゴクウ（Dr山崎）

1990年
- 押忍!!空手部（大師範）
- ガデュリン（ガヴァナー）
- 機動戦士SDガンダムMARK-III（デギン、将頑駄無）
- 機動戦士SDガンダムMARK-IV（旧ザク、ズゴック）
- 機動戦士SDガンダムMARK-V（ゾック、将頑駄無）
- 天外魔境 自来也おぼろ変（雲切り）
- ロードス島戦記（1990年 - 1991年、ナレーター）

1991年
- 一本包丁満太郎（郷原会長）
- ウィザードリィ（ジューザ）
- うる星やつら 乙女ばしかの恐怖（錯乱坊）
- うる星やつら 霊魂とデート（錯乱坊）
- 英雄凱伝モザイカ（リティッシュ）
- 俺の空 刑事篇（本部刑事）
- 恐怖新聞（浄雲法師）
- BURN-UP（武田）

1992年
- 万能文化猫娘（三島大膳）
- 有閑倶楽部2 香港より愛をこめて

1993年
- 雲界の迷宮ZEGUY（平賀源内）
- 銀河の魚 URSA minor BLUE（老人）
- ザ・コックピット 鉄の竜騎兵（古代一等兵）
- らんま1/2 天道家 すくらんぶるクリスマス（八宝斎）

1994年
- 真・孔雀王（慈空）
- 覇王大系リューナイト アデュー・レジェンド（1994年 - 1995年、ナジー、ガルギルツ）
- らんま1/2 学園に吹く嵐! アダルトチェンジひな子先生（八宝斎）
- らんま1/2 道を継ぐ者（八宝斎）

1995年
- YAMATO2520（トーゴー・シマ）
- らんま1/2 SUPER 邪悪の鬼（八宝斎）

1996年
- 機動戦士ガンダム 第08MS小隊（ジダン・ニッカード、イーサン・ライヤー）

1998年
- 火聖旅団 ダナサイト999.9（島岡教授）
- MASTERキートン（平賀太平）

2000年
- GRANDEEK〜外伝〜（聖剣グランディーク）

2001年
- ADEU'S LEGEND（ナジー、ガルギルツ）
- キカイダー01 THE ANIMATION（風天和尚）

2010年
- うる星やつら ザ・障害物水泳大会（錯乱坊）
- 機動戦士ガンダムUC（サイアム・ビスト） - 2016年に再編集版『RE:0096』がテレビ放送
- 装甲騎兵ボトムズ 幻影篇（ゴビー）
- らんま1/2 悪夢!春眠香（八宝斎）

### ゲーム
2014年以降の一部の作品は生前の収録音声を使用したライブラリ出演。
1985年
- 宇宙戦艦ヤマト（ナレーション、佐渡酒造、徳川彦左衛門）

1988年
- フレイCD〜Xak外伝〜（アイザック、イカ、ラゼル、ピュラリス、ワニナの商人、アマドゥク）

1990年
- うる星やつら STAY WITH YOU（錯乱坊）

1991年
- エグザイル〜時の狭間へ〜（キンディ）
- 電脳都市OEDO808 獣の属性（不破博士）
- ドラゴンスレイヤー英雄伝説（大盗賊ゲイル）
- ブライ 八玉の勇士伝説（ナレーション）
- らんま1/2 とらわれの花嫁（八宝斎）

1992年
- 宇宙戦艦ヤマト（徳川彦左衛門、佐渡酒造、ナレーション）※PCエンジン版
- クイズの星（ナレーション、仙人）
- クイズ スクランブルスペシャル（博士）
- 天外魔境II 卍MARU（デーロン）
- ドラゴンスレイヤー英雄伝説II（大盗賊ゲイル）
- ブライII 闇皇帝の逆襲（ナレーション）
- 未来少年コナン PCエンジン版（ダイス船長）
- YAWARA!（滋悟郎）
- らんま1/2 打倒、元祖無差別格闘流!（八宝斎）
- ロードス島戦記（ナバ、ナレーション）※PCエンジン版

1993年
- 聖魔伝説3×3EYES（呪鬼、ナレーション）
- 天外魔境 風雲カブキ伝（黄金のカンビエ）

1994年
- うる星やつら 〜ディア マイ フレンズ〜（錯乱坊）
- BLOOD GEAR（ナレーション）
- YAWARA!2
- ロードス島戦記II（ナバ、ナレーション）

1995年
- 機動戦士ガンダム (セガサターン)（ナレーション、コンスコン、フラナガン・ブーン）
- 機動戦士ガンダム (PlayStation)（ナレーション）
- 天外魔境 電脳絡繰格闘伝（黄金のカンビエ）

1996年
- 機動戦士ガンダムVer.2.0（ティアンム、ブーン、ナレーション）
- 新SD戦国伝 機動武者大戦（ナレーション）
- SDガンダム OVER GALAXIAN（ナレーション）
- 同級生〜if〜（医者、キャバレーの引き込み）
- 七つの秘館（ナレーション）
- 信長疾風記 煌（ナレーション）
- BS新・鬼ヶ島（いったいさん）
- ファーランドストーリーFX（モハド、ナレーション）

1997年
- 機動戦士ガンダム Perfect One Year War（デギン・ソド・ザビ）
- スレイヤーズ ろいやる（エルフの長老）
- ドラゴンナイト4（ゴロンゴン、バルカン、ロンボニ国王）
- ルパン三世 カリオストロの城 -再会-（ジョドー）
- 惑星攻機隊りとるキャッツ（整備技師長）

1998年
- AZITO2（悪の作戦説明）
- 機動戦士ガンダム ギレンの野望 シリーズ（マッシュ、ジダン、ナレーション）
- ボンバーマンウォーズ（ダークボンバー）
- ボンバーマンワールド（バグラー）

1999年
- 宇宙戦艦ヤマト 遥かなる星イスカンダル（佐渡酒造、徳川彦左衛門）
- スーパーロボット大戦コンプリートボックス
- Dの食卓2（ジェニーのおじいちゃん）
- 70年代風ロボットアニメ ゲッP-X（呉石博士）
- パワーショベルに乗ろう!!（カントクくん）
- VAMPIRE HUNTER D（左手）
- 悠久幻想曲 ensemble（モーリス・ショート）
- トンバ!ザ・ワイルドアドベンチャー（カイネン）

2000年
- SDガンダム GGENERATION（2000年 - 2016年、ドレン〈F〉、『1st』ナレーション、サイアム・ビスト、クラックス・ドゥガチ〈F〉） - 4作品
- さらば宇宙戦艦ヤマト 愛の戦士たち（佐渡酒造、徳川彦左衛門）
- サンライズ英雄譚R（マッシュ、第2話予告ナレーション、J・P・ロッチナ、第3話予告ナレーション）

2001年
- 暴れん坊プリンセス（ライライ）
- AIR（知徳法師）
- 鬼武者（鬼の一族、ナレーション）
- ジャック×ダクスター 旧世界の遺産（セイジィ）
- 松本零士999 〜Story of Galaxy Express 999〜（雨森教授）

2002年
- 鬼武者2（ナレーション）
- キングダム ハーツ（フィル）

2003年
- 鬼武者 無頼伝（ナレーション）
- 機動戦士ガンダム めぐりあい宇宙（ナレーション）
- SUNRISE WORLD WAR Fromサンライズ英雄譚（バルジャン、天野博士、サマリン、江地さん）
- ジュラシック・パークをつくろう!（ジョン・ハモンド）
- 第2次スーパーロボット大戦α（悪霊将軍ハーディアス、クラックス・ドゥガチ）

2004年
- 宇宙戦艦ヤマト イスカンダルへの追憶（佐渡酒造、徳川彦左衛門）
- ジャック×ダクスター2（セイジィ、シャドウ）
- スーパーロボット大戦GC（タチ、柿小路梅麻呂）
- みんなのGOLF ポータブル（トシゾウ）

2005年
- 宇宙戦艦ヤマト 暗黒星団帝国の逆襲（佐渡酒造、徳川彦左衛門）
- 宇宙戦艦ヤマト 二重銀河の崩壊（佐渡酒造）
- 機動戦士ガンダム 一年戦争（ナレーション）
- キングダム ハーツII（フィル）
- スター・ウォーズ エピソード3/シスの復讐（ヨーダ）
- ドラゴンボールZ3（カリンさま）
- ハリー・ポッターと炎のゴブレット（アルバス・ダンブルドア校長）

2006年
- スーパーロボット大戦XO（タチ、柿小路梅麻呂）
- ドラゴンボールZ スパーキング! ネオ（カリン様）
- ファンタシースターユニバース（ルカイム・ネーヴ）

2007年
- ファイナルファンタジーIV（DS版）（シド・ポレンディーナ）
- ファンタシースターユニバース イルミナスの野望（ルカイム・ネーヴ）

2008年
- スーパーロボット大戦Z（神北兵左衛門、ギッザー）
- ソウルキャリバーIV（ヨーダ）
- ファンタシースターポータブル（ルカイム・ネーヴ）

2009年
- ドラゴンボール 天下一大冒険（カリン様）

2010年
- キングダム ハーツ バース バイ スリープ（おこりんぼ、フィル）
- クレヨンしんちゃん おバカ大忍伝 すすめ!カスカベ忍者隊!
- クレヨンしんちゃん ショックガ〜ン!伝説を呼ぶオマケ大ケツ戦!!（マスターヨダ）
- ドラゴンボールDS2 突撃!レッドリボン軍（カリン様）
- フェイバリットディア 円環の物語（アウルドラゴン）

2011年
- 機動戦士ガンダム 新ギレンの野望（イーサン・ライヤー、ジタン・ニッカード）
- クレヨンしんちゃん 宇宙DEアチョー!? 友情のおバカラテ!!
- クレヨンしんちゃん ショックガ〜ン!伝説を呼ぶオマケ大ケツ戦!!（マスターヨダ）
- 第2次スーパーロボット大戦Z 破界篇（柿小路梅麻呂）
- リトルビッグプラネット2（ラリー・ダヴィンチ） - 日本語版

2012年
- 鬼武者Soul（ナレーション、石川高信、遠藤基信、菅谷政貞 他）
- Kinect スター・ウォーズ（ヨーダ）
- Kinect ラッシュ: ディズニー/ピクサー アドベンチャー（スリンキー・ドッグ）
- 第2次スーパーロボット大戦Z 再世篇（柿小路梅麻呂）

2013年
- Dragon's Dogma Dark Arisen（アダロ）
- レイマン レジェンド

2014年
- 鬼武者Soul カードラッシュ
- 超ヒロイン戦記（死神博士、ナレーション）
- 第3次スーパーロボット大戦Z 時獄篇（柿小路梅麻呂）
- クレヨンしんちゃん 嵐を呼ぶ カスカベ映画スターズ!（マスターヨダ）
- ドラゴンボールヒーローズ（鶴仙人）

2015年
- 第3次スーパーロボット大戦Z 天獄篇（柿小路梅麻呂）
- テイルズ オブ ゼスティリア（ジイジ）
- ドラゴンボールZ 超究極武闘伝（カリン様）

2019年
- スーパーロボット大戦T（柿小路梅麻呂）
- スーパードラゴンボールヒーローズ ワールドミッション（鶴仙人）

2021年
- モンスターストライク（八宝斎）

### 吹き替え

#### 担当俳優
- イーライ・ウォラック
  - ハンター（リッチ・ブルエンタル 、1982年[184]）※フジテレビ版
  - ホリデイ（アーサー、2007年[185]）
- ウォルター・マッソー
  - シャレード（バーソロミュー、1994年）※日本テレビ版
  - ラブリー・オールドメン（マックス・ゴールドマン、1994年）
  - わんぱくデニス（ジョージ・ウィルソン、1996年）
  - おかしな二人2（オスカー・マディソン、1999年）
- キーナン・ウィン
  - 海底世界一周（ハンク、1976年）※フジテレビ版
  - 戦う幌馬車（ウェス・フレッチャー、1979年）※フジテレビ版
- クロード・レインズ
  - 失われた世界（チャレンジャー教授、1976年)※フジテレビ版
  - アラビアのロレンス（ドライデン顧問、2000年）※テレビ東京版＝DVD収録
- デヴィッド・トムリンソン
  - 天才悪魔フー・マンチュー（ロジャー・エイバリー総監、1982年）※TBS版
  - メリー・ポピンズ（ジョージ・バンクス、1995年[186]）※ソフト版
- ピーター・ローレ
  - カサブランカ（ウーガーテ、1967年）※NETテレビ版
  - マルタの鷹（ジョエル・カイロ、1972年）※NETテレビ版
- ヒューム・クローニン
  - コクーン（ジョセフ・フィンレイ、1988年）※テレビ朝日版
  - ニューヨーク東8番街の奇跡（フランク・ライリー、1988年）※ソフト版[187]
- フランク・オズ
  - スター・ウォーズシリーズ（1980年 - 2022年、ヨーダ）
    - エピソード5/帝国の逆襲（1980年）※劇場公開版（DVDリミテッドエディション収録）
    - エピソード1/ファントム・メナス[188]（1999年）
    - エピソード2/クローンの攻撃（2002年）
    - エピソード3/シスの復讐（2005年）
    - スター・ツアーズ:ザ・アドベンチャーズ・コンティニュー（2013年）
    - オビ＝ワン・ケノービ（2022年）

  - マペットシリーズ（1994年 - 1998年、フォジー）
    - マペットのクリスマス・キャロル（1994年）
    - マペットの宝島（1998年）
- マイケル・ガンボン
  - ハリー・ポッターシリーズ（2004年 - 2011年、アルバス・ダンブルドア）
    - ハリー・ポッターとアズカバンの囚人（2004年）[189]
    - ハリー・ポッターと炎のゴブレット（2005年）[190]
    - ハリー・ポッターと不死鳥の騎士団（2007年）[191]
    - ハリー・ポッターと謎のプリンス（2009年）[192]
    - ハリー・ポッターと死の秘宝 PART1（2010年）
    - ハリー・ポッターと死の秘宝 PART2（2011年）
- リチャード・アッテンボロー
  - ジュラシック・パークシリーズ（1994年 - 1998年、ジョン・ハモンド）
    - ジュラシック・パーク（1994年）[193]
    - ロスト・ワールド/ジュラシック・パーク（1998年）[194]
- リチャード・ハリス
  - ハリー・ポッターシリーズ（2001年 - 2002年、アルバス・ダンブルドア）
    - ハリー・ポッターと賢者の石（2001年）[195]
    - ハリー・ポッターと秘密の部屋（2002年）[196]
- ロン・クロフォード（英語版）
  - アーサーとミニモイの不思議な国（アーチボルトおじいちゃん、2007年）
  - アーサーと魔王マルタザールの逆襲（アーチボルトおじいちゃん、2010年）
  - アーサーとふたつの世界の決戦（アーチボルトおじいちゃん、2012年）

#### 映画
年度不詳
- テキサス大強盗団（ピッキンズ〈ハリー・ケリー・Jr〉）※機内上映版
- ドライビング Miss デイジー（ホーク・コバーン〈モーガン・フリーマン〉）※機内上映版

1961年
- 謎の大陸アトランティス（若者の父ペドロ〈ウォルフ・バーゼル〉）※劇場公開版
- アマゾンの美女（ディーン・ハートレイ〈ガス・シリング〉）※TBS版

1963年
- 炎の街（スムーズ・ワイリイ〈ウィリアム・フローリー〉）※TBS版
- ジャバへの順風（ウィルソン〈ポール・フィックス〉）※日本テレビ版

1964年
- 峡谷の対決（トム・ジェフリー〈ポール・ブラインガー〉）※日本テレビ版

1966年
- レ・ミゼラブル（ミリエル司教〈フェルナン・ルドゥー〉）※TBS版

1967年
- お熱いのがお好き（つまようじのチャーリー〈ジョージ・E・ストーン〉）
- ヨーク軍曹（ネイト〈アービル・アンダーソン〉）

1969年
- 美しき冒険（駅長）※NHK版

1970年
- 黒い罠（モーテルの夜間勤務者〈デニス・ウィーバー〉）※NETテレビ版
- オペラ座の怪人（ロッシ〈マーティン・ミラー〉）

1971年
- 海底の黄金（ドミニック〈ギルバート・ローランド〉）※フジテレビ版
- リバティ・バランスを射った男 ※フジテレビ版

1972年
- シャレード（ギデオン〈ネッド・グラス〉）※フジテレビ版

1974年
- いつか見た青い空（オーレ・パ〈ウォーレス・フォード〉）※テレビ朝日版

1976年
- 失われた世界（医師）※フジテレビ版
- 引き裂かれたカーテン（グスターヴ・リント教授〈ルドウィヒ・ドナート〉）※フジテレビ版
- 望郷（爺さん〈サテュルナン・ファーブル〉）※日本テレビ版

1977年
- 戦略大作戦（クラップゲーム軍曹〈ドン・リックルズ〉）

1979年
- ジャイアント・スパイダー/大襲来（ダン・ケスター〈ロバート・イーストン〉）※フジテレビ版

1980年
- コンドル（アトウッド〈アディソン・パウエル〉）※テレビ朝日旧版
- ハリーとトント（リロイ〈エイボン・ラング〉）※テレビ朝日版
- オー!ゴッド（神様〈ジョージ・バーンズ〉）※TBS版
- スティング（J.J.〈レイ・ウォルストン〉）※日本テレビ版

1981年
- サウンド・オブ・ミュージック（マックス〈リチャード・ヘイドン〉）※ソフト版

1982年
- マペットの夢みるハリウッド（ロルフ〈ジム・ヘンソン〉）※LD版
- ラスト・シューティスト（ティビドー保安官〈ハリー・モーガン〉）※フジテレビ版

1983年
- あなただけ今晩は（ナレーション〈ルイ・ジュールダン〉）※TBS版

1984年
- 大脱獄（ミズーリ・キッド〈バージェス・メレディス〉）

1985年
- サンタクロース（ドーリー〈ジョン・バラード〉）※劇場公開版（VHS版）

1987年
- エンドア/魔空の妖精（ノア〈ウィルフォード・ブリムリー〉）※劇場公開版
- インディ・ジョーンズ/魔宮の伝説（シャーマン〈D・R・ナーナヤッカーラ〉）※日本テレビ版
- スキャナーズ（ポール・ルース博士〈パトリック・マクグーハン〉）

1988年
- マッドマックス/サンダードーム（ザ・マスター〈アンジェロ・ロシット〉）※フジテレビ版（BD収録）

1989年
- 赤毛のアン（マシュー・カスバート〈リチャード・ファーンズワース〉）※ソフト版

1990年
- 晩秋（ジェイク・トレモント〈ジャック・レモン〉）※テレビ版

1991年
- 活弁版 チャップリン短編コメディ特集（全56タイトル）
- ポセイドン・アドベンチャー（マニー・ローゼン〈ジャック・アルバートソン〉）※テレビ朝日版
- 男は死んで血を流せ（ハンレー刑事〈ジェームズ・トールカン〉）※テレビ東京版

1992年
- ハリーとヘンダスン一家（ウォーレス・ライトウッド博士〈ドン・アメチー〉）※TBS版
- エア★アメリカ（ルモンド少佐〈ケン・ジェンキンス〉）※日本テレビ版

1996年
- 最高のルームメイト（ロッキー〈ピーター・フォーク〉）

1997年
- インデペンデンス・デイ（ジュリアス・レヴィンソン〈ジャド・ハーシュ〉）※ソフト版

1999年
- L.A.コンフィデンシャル（シド・ハッジェンス〈ダニー・デヴィート〉）※ソフト版

2000年
- オリバー!（フェイギン〈ロン・ムーディー〉）※テレビ東京版

2001年
- リトル★ニッキー（ビーフィの声〈ロバート・スミゲル〉）
- ロッキー3（ミッキー〈バージェス・メレディス〉）※日本テレビ版

2002年
- フィフス・エレメント（コーネリアス神父〈イアン・ホルム〉）※テレビ朝日版

2003年
- ピノッキオ（ジェペット〈カルロ・ジュフレ〉）

2004年
- ダンジョン&ドラゴン（ヴィルダン〈エドワード・ジューズバリー〉）※日本テレビ版
- フォーチュン・クッキー（おじいちゃん〈ハロルド・グールド〉）
- ラブいぬベンジー はじめての冒険（フィンチ）
- HERO

2005年
- チャーリーとチョコレート工場（ジョージおじいちゃん〈ディビット・モリス〉）※劇場公開版
- ラビリンス/魔王の迷宮（火狼、左下のラルフ）※ソフト版

2006年
- 名犬ラッシー（ラドリング公爵〈ピーター・オトゥール〉）

2007年
- ナイト ミュージアム（ガス〈ミッキー・ルーニー〉）

2008年
- ターミナル（グプタ・ラハン〈クマール・パラーナ〉）※フジテレビ版

2012年
- センター・オブ・ジ・アース2 神秘の島（アレキサンダー〈マイケル・ケイン〉）

#### 海外ドラマ
- 赤毛のアン（マシュー・カスバート）
- アボンリーへの道（サイモン・トレメイン）
- アメリカン・ヒーロー（ストライゲル〈ウィリアム・プリンス〉）
- iCarly 第36話
- 宇宙大作戦
- ウルトラマンG（ノルバーグ）
- 奥さまは魔女（薬剤師）第186話
- かわいい魔女ジニー（シェーファー司令官 他）
- 刑事コロンボシリーズ
  - 刑事コロンボ 5時30分の目撃者（デヴィッド・モリス）
  - 新・刑事コロンボ マリブビーチ殺人事件（シュルツ警部）
- 作家探偵ジェイソン・キング 第1話
- 猿の惑星（ゼイウス）
- じゃじゃ馬億万長者
- 新スパイ大作戦 壁…最後の脱出（ゲルスナー）
- スーパーマン
- スタートレック:ディープ・スペース・ナイン 第16話（ルンペルシュティルツヒェン）
- スパイ大作戦
  - 選挙戦にアタック!（自由党員、有権者）
  - 殺し屋を消せ!（コリンズ）
- 0011ナポレオン・ソロ
  - 第24話「つかのまの生涯の物語」（花売りの老人）
  - 第63話「退役スラッシュの日記」（チャーリー）
  - 第66話「リンゴを一口」（ニーナの祖父）
  - 第73話「カリブのクリヤキン」（バンダールン大使）
- セントラルパークでシング・シング・シング（マムフォード）
- ターザンの大冒険（センゲ）※NHK-BS2版
- 逃亡者 #6（マクナリー保安官〈レイ・ティール〉）、#118（マロリー〈ローレンス・ネイスミス〉）
- 特攻ギャリソン・ゴリラ #12「脱走開始!空爆五分前」（アメリカ軍軍曹〈エディ・ネス〉）
- ドクター・フー（ディケンズ）
- プリズナーNo.6 No.2旗色悪し（雑貨屋）
- マペット・ショー（ロルフ）
- ミステリーゾーン4 #3「幻の谷間」（ドーン〈デビット・オパトシュ〉）
- ミステリーゾーン5 #25「生きている仮面」（ジェイソン・フォスター〈ロバート・キース〉）
- ローハイド（御者1→ウイッシュボーン）

#### 海外アニメ
- 宇宙家族ジェットソン（コスモ・スペースリー）
- オリビアちゃんの大冒険（ドーソン）
- ガフールの伝説（エジルリブ〈ヒゲコノハズク〉〈ジェフリー・ラッシュ〉）
- コルドロン（アイデルリグ）
- スター・ウォーズシリーズ（ヨーダ〈初代〉）
  - スター・ウォーズ クローン大戦
  - スター・ウォーズ/クローン・ウォーズ
  - スター・ウォーズ/クローン・ウォーズ（テレビシリーズ）
  - LEGO スター・ウォーズ パダワン・メナス
  - LEGO スター・ウォーズ エンパイア・ストライクス・アウト
- タンタンの冒険（デュポン&デュボン）
- トイ・ストーリーシリーズ（スリンキー・ドッグ[205]）
  - トイ・ストーリー
  - トイ・ストーリー2
  - トイ・ストーリー3
  - ハワイアン・バケーション
- とびだせフィリックス（大博士）
- 2020年ワンダー・キディ（博士）
- VAMPIRE HUNTER D（左手[206]）
- ヘラクレス（フィル〈ピロクテテス〉）
  - ヘラクレス (TVシリーズ)
- ポップアップ ミッキー/すてきなクリスマス（ナレーター）
- ホーム・オン・ザ・レンジ にぎやか農場を救え!（ラスティ〈G・W・ベイリー〉）
- マンフィーのふしぎなぼうけん（ナポレオン）
- ルーニー・テューンズ（ヨセミテ・サム）
  - バッグス・バニーのぶっちぎりステージ
  - タイニー・トゥーンズ
- わんわん物語（タフィー）※1989年再公開版、ソフト版

#### 人形劇
- スーパーカー #4「サルゴンの魔よけ」（マスタファ・ベイ）
- 海底大戦争 スティングレイ #4「海底兵器・頭突きのカジキ」（タヌポン）
- プルルくん（ダン）

### テレビドラマ
- こどもドラマ『トランプの国』（1956年3月22日、NHK）
- 闇から来た少女（1993年10月11日、関西テレビ） - 泉目吉 役（声の出演）
- 内田康夫サスペンス 愛するあまり 〜樹海の失踪殺人事件〜（2001年7月29日、BSジャパン） - 署長 役
- SPドラマ『サザエさん』（2009年11月15日、フジテレビ） - 自動車教習所の所長 役
- ドラマ10『離婚同居』 最終話（2010年6月15日、NHK） - 秋山 役、予告ナレーション
- ゲゲゲの女房 第115回（2010年8月9日、NHK） - 猫の声 役

### 映画
- 太陽の墓場（1960年8月9日、松竹） - ヤリ 役
- 血は渇いてる（1960年10月9日、松竹） - 右翼の男 役
- 日本の夜と霧（1960年10月9日、松竹） - アコーディオンを弾く学生 役
- 紅い眼鏡/The Red Spectacles（1987年、オムニバスプロモーション） - 撞球場の中年男 役[注 7]

### 舞台
- 賢者の贈り物（劇団京 客演）
- ファンタスティックス
- 本牧めるへん
- 夢の検閲官（原作：筒井康隆）

### 特撮
1974年
- がんばれ!!ロボコン（ロボワルの声、ロボブーの声、ロボビンの声）

1976年
- アクマイザー3（ノッペラーの声）
- 秘密戦隊ゴレンジャー（野球仮面の声）

1977年
- ジャッカー電撃隊（デビルバッターの声）

1978年
- 透明ドリちゃん（石の精ドンパの声）

1990年
- 美少女仮面ポワトリン（おまじない博士〈顔出し〉）

2007年
- 獣拳戦隊ゲキレンジャー（マスター・シャーフーの声）
- 電影版 獣拳戦隊ゲキレンジャー ネイネイ!ホウホウ!香港大決戦（マスター・シャーフーの声）
- 獣拳戦隊ゲキレンジャースペシャルDVD ギュンギュン!拳聖大運動会（マスターシャーフーの声）
- モモタロスのなつやすみ（マスター・シャーフーの声）

2008年
- 獣拳戦隊ゲキレンジャーVSボウケンジャー（マスター・シャーフーの声）

2009年
- 仮面ライダーG（ナレーション）
- 劇場版 炎神戦隊ゴーオンジャーVSゲキレンジャー（マスター・シャーフーの声）

2011年
- 海賊戦隊ゴーカイジャー（マスター・シャーフーの声）
- 海賊戦隊ゴーカイジャー THE MOVIE 空飛ぶ幽霊船（野球仮面の声）

### ラジオ
- ニッポン放送 『永井一郎の起きたら土曜日 今朝も元気だ!ラジオがうまい』
- ニッポン放送 ラジベガス年末スペシャル
- アテレコ人生半世紀（2007年1月15日 - 1月19日に『ラジオ深夜便』内「ないとエッセー」枠で放送） - 永井の一人語りによる、声優業草創期の体験談

### ラジオドラマ
- NHK-FM 青春アドベンチャー 不思議屋シリーズ（『失恋レストラン』店主役など）
- NHK-FM 青春アドベンチャー『封神演義』（尤渾）
- 朝日放送など『金光教の時間』ラジオドラマ（毎年8月 - 10月）
- ラジオドラマ ドラゴンクエストII（ナレーション）
- ラジオジュテーム内ラジオドラマ、GRANDEEK（聖剣グランディーク）
- ラジオファンタジックストーリー 『ナルニア国物語 ライオンと魔女』（学者先生、タムナス 他）
- NHK-FM 青春アドベンチャー『夏の魔術』（北本行雄）
- NHK-FM 青春アドベンチャー『窓辺には夜の歌』（北本行雄）
- NHK-FM オーディオドラマ「FMシアター」『2233歳』（患者「久永」、2013年3月16日[207]）

### ドラマCD
- 悪魔くん バラエティワールド 見えない学校 悪魔教室（ファウスト博士）
- AIR 第7巻 SUMMER（智徳法師）
- オジサマ専科 vol.9（吉岡）
- CDシアター ドラゴンクエスト（ガライ）
  - CDシアター ドラゴンクエストI
  - CDシアター ドラゴンクエストIII
- シャーロック・ホームズシリーズ（ジョン・H・ワトスン）
- 集英社カセットブック ジョジョの奇妙な冒険 第1巻 空条承太郎見参の巻（スタンド使いの老人）
- 太陽の勇者ファイバード ユリちゃんに愛の花束を…（天野博士）
- 天外魔境シリーズ
  - 天外魔境 風雲カブキ伝 オリジナル・サウンドトラック（劇中歌「黄金のカンビエ」）
  - CDドラマ 天外魔境（1） 風雲カブキ伝 アメリケン異聞 凱旋公開!カブキ伝顛末記（黄金のカンビエ）
- ドラマCD テイルズ オブ エターニア（インフェリア国王）
- 「猫でごめん!」イメージアルバム（白石博士）
- 吸血鬼ハンターDシリーズ
  - 吸血鬼ハンター 風立ちてD（左手）
  - 吸血鬼ハンター D-妖殺行（左手）
  - 吸血鬼ハンター D-北海魔行I -北の海へ-（Dの左手）
  - 吸血鬼ハンター D-北海魔行II -やがて、夏-（Dの左手）
  - 吸血鬼ハンター D-北海魔行III -冬来たりなば-（Dの左手）
- ファンタシースター〜封じられし記憶〜 ドラマCD&ファンブック（ロイ・ラウグリー）
- MIND ASSASSIN 3（かずいの祖父）
- まおゆう魔王勇者（語り部〈ナレーション〉）

### 音楽CD
- ゲゲゲの鬼太郎 テーマ曲集「燃えろ！鬼太郎」
  - 「おじさんは泣いている」（子泣きじじい）

### ナレーション
映画
- 悪夢ちゃん The 夢ovie（東宝）

情報番組・バラエティ番組
- NNNドキュメント（日本テレビ）
- ウェークアップ!（読売テレビ）
- オオカミ少年（TBS）
- くらしと経済（NHK総合）
- ニュースステーション（テレビ朝日）
- ビートたけしの!こんなはずでは!!（テレビ朝日）
- 百歳バンザイ!（NHK総合）
- ドリーム・プレス社（TBS）
安住紳一郎の料理修行のコーナーのナレーションを担当。
- Channel a（tvk他）
- アメトーーク!（テレビ朝日） 
ガンダム特集（ガントーク）のオープニングナレーションを担当。
- おもいッきりイイ!!テレビ（日本テレビ）
木曜日に放送されるコーナー「行き当たりばったり 1万歩の旅」のナレーションを担当。
- 情報7days ニュースキャスター（TBS）
2008年10月4日（初回）から2014年1月25日までナレーションを担当。
- サカスさん（TBS）
- トリビアの泉 〜素晴らしきムダ知識〜（フジテレビ）
2007年1月27日放送分のオープニングナレーションを担当。
- ファミ☆ピョン（TBS）
- ファ見る! 2008年11月号（ファミリー劇場）
- 機動戦士ガンダム30周年記念 みんなのガンダム 完全版（アニマックス、2009年4月26日）
- しこく8「四国なぞ解き行脚」（NHK）
- 堂本剛のココロ見（NHK BSプレミアム、2011年8月27日 - 2014年2月27日）
- NHK高校講座 世界史 第40回「未来につなぐ世界史」（2012年[208]）
- RCC制作の全国ネット特番（RCC・TBS系列、毎年2月）
2014年2月2日放送『世界が知りたいニッポンの技〜美と食の匠たち…ひろしま篇』が生前最後の出演となった。

テレビドラマ
- 図々しい奴（TBS、1963年6月6日 - 6月9日）
- となりの先生（NHK、1964年12月13日）
- 愛・いのちあるかぎり（フジテレビ、1991年4月4日 - 5月20日）
- 青春の門（テレビ東京、1991年4月11日・4月12日）
- 転がしお銀 父娘あだ討ち江戸日記（NHK総合、2003年10月10日 - 12月5日）
- 西遊記（フジテレビ、2006年1月9日 - 3月20日）
- テレビ朝日開局50周年記念番組『50時間テレビ』第2夜の『SmaSTATION!! Presents SMAPがんばりますっ!!』内で放映された特撮テレビドラマ作品『仮面ライダーG』のナレーション（テレビ朝日、2009年1月31日）
- 霊能力者 小田霧響子の嘘（テレビ朝日、2010年10月10日 - 12月5日）オープニング・ナレーション
- 金曜スーパープライムSPドラマ『らんま1/2』ナレーション（日本テレビ、2011年12月9日）
- 悪夢ちゃん（日本テレビ、2012年10月13日 - 12月22日）

### CM
特記がない限りはTVCMのナレーションである。
- ケンタッキーフライドチキン（2013年）
- 有限会社 公友社 (奈良県生駒市の葬儀社。[注 8]、2011-2015年)
- コナミ 『がんばれゴエモン!からくり道中』（1986年）
- コナミ 『キングコング2 怒りのメガトンパンチ』（1986年）
- コナミ 『ツインビー（ファミリーコンピュータ）』（1985年）
- ナムコ ナムコミュージアム シリーズ（1996年 - 1997年）
- 佐渡汽船ラジオCM（祖父役）
- 静岡タクシー ラジオCM
- スカパーJSAT 『スカパー!e2 ガンダム30周年祭り』（2009年7月）
- 全国商工新聞・全国商工団体連合会（全商連）・民主商工会（民商）ラジオCM（JRN系列のみ）
- 中銀マンシオン『ライフケア』
- 日本電信電話公社 『ホームテレホンF＆新親子電話』（磯野波平）
- ソルマック（町田先生〈初代〉）
- 十勝甘納豆本舗
- 日本コカ・コーラ 『アクエリアスビタミンガード』（Dr.アクエリアス役）
- 日本マクドナルド
- バンダイ『悪魔くん 見えない学校』（1989年、ファウスト博士）
- バンダイ 『機動戦士ガンダム CROSS DIMENSION 0079』（1995年）
- ブルドックソース
- ホンダ・オデッセイ（初代）
- 味覚糖 『おさつどきっ!』
- 雪国まいたけ
- コナミ『グーニーズ』（1986年）
- 東芝ライテック メロウルックD（サザエさんとタイアップ時）（磯野波平）
- KDDI「au 4G LTE 800MHz/推理ドラマ篇」（2014年1月 - ）
- JAバンク「年金自動受取」、「住宅ローン」（磯野波平）
- ハウス食品「サザエさんちのふりかけ・お茶漬け」、「サザエさんちのお茶漬け」（磯野波平）
- NTTコミュニケーションズ（2001年、社長役、実演）

### その他
- こどもにんぎょう劇場
  - 「どんぐりと山ねこ」（栗の木、笛吹の滝、キノコ、どんぐり）
  - 「ブレーメンの音楽隊」（ロバ）
  - 「王さまロボット」（大臣、博士）
  - 「海底二万里・続海底二万里」（タコ博士）
- 劇団飛行船
  - 「アラジンと魔法のランプ」（ランプ博士）
  - 「オズの魔法使い」（ライオン）
- サミットストア（サミット博士）
- シャルル・デュトワの若者に贈る音楽事典（指揮者シャルル・デュトワ）
- 人気アニメ大行進（テレビ朝日）
弁士。
- 1年1組 平成教育学院（フジテレビ）2011年4月17日、生徒役で顔出し出演。
- VHS・LD『スーパー・バトル・ヒストリー セナVSプロストVSマンセル』（ナレーション）
- 裁判員制度広報アニメ「総務部総務課山口六平太 裁判員プロジェクトはじめます!」（田川耕筰）
- 銀河少年隊（人形劇＋アニメ、テレビ番組）
- ゴロニャン体操のうた（テレビアニメとんがり帽子のメモル挿入歌 歌唱）
- CRフィーバースター・ウォーズ ダース・ベイダー降臨（ヨーダ）
- しあわせいくつ（テレビアニメ とんがり帽子のメモル 挿入歌 歌唱）
- 心から感謝しよう〜ある朝、目がさめたら（劇団銀河鉄道 ぬいぐるみ人形劇 ピノキオ 挿入歌 歌唱）
- かわいい木のぼうや（劇団銀河鉄道 ぬいぐるみ人形劇 ピノキオ 挿入歌 歌唱）
- ちゃんと歩ける小さな足で（劇団銀河鉄道 ぬいぐるみ人形劇 ピノキオ 挿入歌 歌唱）
- よーくおききピノキオ（劇団銀河鉄道 ぬいぐるみ人形劇 ピノキオ 挿入歌 歌唱）
- 小びとの行進（劇団銀河鉄道 ぬいぐるみ人形劇 白雪姫と七人の小人 挿入歌 歌唱）
- ディズニー・オン・アイス（グランピー、スリンキー・ドッグ）
- 福井市立郷土歴史博物館 常設展示ナレーション（豪族・生江臣東人の文書の朗読）[209]
- アッコにおまかせ!(TBS系列)2003年12月21日ゲスト
- ちちんぷいぷい(毎日放送)2009年11月12日ゲスト
- 東京ディズニーランド トイ・ストーリー・ファン・パーティ（スリンキー・ドッグ）
- 東京ディズニーランド ヘラクレス・ザ・ヒーロー（フィル）
- 東京ディズニーシー シンドバッド・セブンヴォヤッジ
- 東京ディズニーシー フォートレス・エクスプロレーション ザ・レオナルドチャレンジ（レオナルド・ダ・ヴィンチ）
- ユニバーサル・スタジオ・ジャパン ハリー・ポッター・アンド・ザ・フォービドゥン・ジャーニー（アルバス・ダンブルドア）
- さよなら こいぬのマービン（制作：ベネッセコーポレーション）：マービンの飼い主
- 歴史たんけん（NHK教育）：歴史仙人

## 著書
- 朗読のヒント 蕗薹書房（1999年2月）
- バカモン!波平ニッポンを叱る 新潮社（2002年3月）
- 朗読のススメ 新潮文庫（2009年6月）

## 後任
永井の死後、持ち役を引き継いだ人物は以下の通り。
| 後任       | 役名                     | 概要作品                           | 代役・後任の初担当作品                             |
| ---------- | ------------------------ | ---------------------------------- | -------------------------------------------------- |
| 茶風林     | 磯野波平                 | 『サザエさん』                     | 2014年2月16日放送回                                |
| 茶風林     | 磯野藻屑源素太皆         | 『サザエさん』                     | 2014年3月23日放送回                                |
| 茶風林     | 磯野海平                 | 『サザエさん』                     | 2014年5月18日放送回                                |
| 茶風林     | 町田先生                 | 『ど根性ガエル』                   | 『ソルマック』TVCM                                 |
| 茶風林     | サイコロ軍曹             | 『戦略大作戦』                     | ムービープラス吹替完全版追加録音分                 |
| 堀秀行     | 野球仮面                 | 『秘密戦隊ゴレンジャー』           | 『仮面ライダー×スーパー戦隊 スーパーヒーロー大戦』 |
| 関智一     | 野球仮面                 | 『秘密戦隊ゴレンジャー』           | 『日曜もアメトーーク! スーパー戦隊大好き芸人』     |
| 銀河万丈   | アイザック＝ネテロ       | 『HUNTER×HUNTER（第2作）』         | 第122話                                            |
| 山寺宏一   | 猫田銀八                 | 『はじめの一歩』                   | 『はじめの一歩 Rising』第21話                      |
| 宝亀克寿   | 猫田銀八                 | 『はじめの一歩』                   | 『はじめの一歩 FIGHTING SOULS』                    |
| 松本大督   | ナレーション             | 『悪夢ちゃん』                     | PR特番                                             |
| 富田耕生   | 鈴木次郎吉               | 『名探偵コナン』                   | 第746話                                            |
| 緒方賢一   | ジイジ                   | 『テイルズ オブ ゼスティリア』     | 『テイルズ オブ ゼスティリア 〜導師の夜明け〜』    |
| 多田野曜平 | ヨーダ                   | 「スター・ウォーズシリーズ」       | 『スター・ウォーズ 反乱者たち』                    |
| 浦山迅     | ガス                     | 『ナイト ミュージアム』            | 『ナイト ミュージアム/エジプト王の秘密』           |
| 清川元夢   | ジュリアス・レヴィンソン | 『インデペンデンス・デイ』ソフト版 | 『インデペンデンス・デイ: リサージェンス』         |
| 魚建       | カリン                   | 『ドラゴンボール』                 | 『ドラゴンボール超』                               |
| 西村知道   | カリン                   | 『ドラゴンボール』                 | 『ドラゴンボールフュージョンズ』                   |
| 岩崎ひろし | 鶴仙人                   | 『ドラゴンボール』                 | 『ドラゴンボールZ カカロット』                     |
| 麦人       | ナレーション             | 『鬼武者』                         | 『鬼武者 HDリマスター』                            |
| 辻親八     | スリンキー・ドッグ       | 「トイ・ストーリーシリーズ」       | 『トイ・ストーリー4』                              |
| 井上和彦   | 八宝斎                   | 『らんま1/2』                      | テレビアニメ第2作                                  |
| 梅津秀行   | 八宝斎                   | 『らんま1/2』                      | パチンコ版                                         |
| 梅津秀行   | 錯乱坊                   | 『うる星やつら』                   | 『Pうる星やつら〜ラムのLoveSong〜』                |
| 紺野相龍   | アルバス・ダンブルドア   | 「ハリー・ポッターシリーズ」       | 『ハリー・ポッター:魔法の覚醒』                    |